# Hémilly
Hémilly (lorenès Hemly) és un municipi francès situat al departament del Mosel·la i a la regió del Gran Est. L'any 2007 tenia 146 habitants.

## Demografia

### Població
El 2007 la població de fet de Hémilly era de 146 persones. Hi havia 52 famílies, de les quals 8 eren unipersonals (8 dones vivint soles i 8 dones vivint soles), 16 parelles sense fills i 28 parelles amb fills.
La població ha evolucionat segons el següent gràfic:
Habitants censats

### Habitatges
El 2007 hi havia 57 habitatges, 55 eren l'habitatge principal de la família, 1 era una segona residència i 2 estaven desocupats. 51 eren cases i 7 eren apartaments. Dels 55 habitatges principals, 44 estaven ocupats pels seus propietaris, 7 estaven llogats i ocupats pels llogaters i 4 estaven cedits a títol gratuït; 1 tenia una cambra, 3 en tenien dues, 3 en tenien tres, 10 en tenien quatre i 38 en tenien cinc o més. 50 habitatges disposaven pel capbaix d'una plaça de pàrquing. A 26 habitatges hi havia un automòbil i a 27 n'hi havia dos o més.

### Piràmide de població
La piràmide de població per edats i sexe el 2009 era:
| Homes | Edats   | Dones |
| ----- | ------- | ----- |
| 0     | 95 o +  | 0     |
| 0     | 90 a 94 | 0     |
| 0     | 85 a 89 | 0     |
| 0     | 80 a 84 | 0     |
| 0     | 75 a 79 | 4     |
| 4     | 70 a 74 | 4     |
| 0     | 65 a 69 | 0     |
| 8     | 60 a 64 | 8     |
| 4     | 55 a 59 | 0     |
| 16    | 50 a 54 | 20    |
| 0     | 45 a 49 | 0     |
| 8     | 40 a 44 | 8     |
| 0     | 35 a 39 | 4     |
| 0     | 30 a 34 | 12    |
| 8     | 25 a 29 | 0     |
| 4     | 20 a 24 | 8     |
| 12    | 15 a 19 | 12    |
| 4     | 10 a 14 | 4     |
| 0     | 5 a 9   | 8     |
| 4     | 0 a 4   | 8     |

## Economia
El 2007 la població en edat de treballar era de 89 persones, 57 eren actives i 32 eren inactives. De les 57 persones actives 55 estaven ocupades (29 homes i 26 dones) i 2 estaven aturades (1 home i 1 dona). De les 32 persones inactives 13 estaven jubilades, 8 estaven estudiant i 11 estaven classificades com a «altres inactius».

### Ingressos
El 2009 a Hémilly hi havia 54 unitats fiscals que integraven 142 persones, la mediana anual d'ingressos fiscals per persona era de 16.853 €.

### Activitats econòmiques
Dels 4 establiments que hi havia el 2007, 3 eren d'empreses de construcció i 1 d'una empresa classificada com a «altres activitats de serveis».
Dels 3 establiments de servei als particulars que hi havia el 2009, 2 eren paletes i 1 fusteria.
L'any 2000 a Hémilly hi havia 5 explotacions agrícoles.

## Equipaments sanitaris i escolars
El 2009 hi havia una escola elemental integrada dins d'un grup escolar amb les comunes properes formant una escola dispersa.

## Poblacions més properes
El següent diagrama mostra les poblacions més properes.